# Calle del Rey Don Jaime
La calle del Rey Don Jaime es una vía pública de la ciudad española de Valencia.

## Descripción
La vía discurre desde la calle del Moro Zeit hasta la de Quart. Aparece descrita en el segundo tomo de la Valencia histórica y topográfica (1863) de Vicente Boix con las siguientes palabras:

Rey. D. Jaime (Calle del). Se entra por la de Santa Teresa y sale á la de Cuarte. Ocupa parte del terreno que fue del convento de monjas de la Puridad. Véase calle de la Conquista.
(Boix, 1863, p. 47)